# Дольто, Франсуаза
Франсуа́за Дольто́ (фр. Françoise Dolto; 6 ноября 1908, Париж — 25 августа 1988, Париж, Франция) — французский психоаналитик, педиатр, одна из ключевых фигур французского психоанализа и детского психоанализа в частности. Она зарекомендовала себя как исключительно тонкий и одаренный клиницист, стала известной благодаря введению и концептуализации понятия «бессознательного образа тела», а также общественно значимой работе, которую она вела во имя «Дела детей» . Радиопередачи, книги, многочисленные выступления и семинары, создание «Зелёного Дома», курирование экспериментальной школы Новилля, участие в подготовке Конвенции Прав Ребёнка и многое другое стали важной частью её наследия, её вклада в то, чтобы голос ребёнка мог быть услышан взрослыми.

## Биография
Франсуаза Дольто родилась 6 ноября 1908 года в Париже, в состоятельной буржуазной семье военного инженера Анри Маретта и Сюзанн Деммлер, правнучки крупного металлопромышленника Августа Деммлера, известного своей меценатской деятельностью и прогрессивными, социалистическими идеями. Она была четвёртой из семерых детей (две дочери и пять сыновей).

Франсуаза Дольто, 1932 год.

 Франсуаза с детства отличается живым и цепким умом, она много наблюдает и много спрашивает — зачастую ставя взрослых в тупик своими вопросами по поводу их слов, их действий и тех объяснений, которые они ей дают. С восьми лет маленькая Франсуаза мечтает стать «врачом-воспитателем», дабы сделать так, чтобы дети не страдали от «непонимания взрослых». Семья Маретт, будучи вполне счастливой и открытой миру, внезапно переживает смерть старшей дочери, Жаклин, которая в 18 лет умирает от рака. Эта смерть оборачивается настоящей трагедией для матери Франсуазы, которая впадает в «патологический траур», жизнь их семьи больше никогда не будет прежней. Большая часть упреков и разочарований от этой смерти выпадет на долю маленькой Франсуазы. Впоследствии мать будет категорически противостоять идее дочери стать врачом и всеми силами будет стремиться, чтобы Франсуаза сложила свою жизнь, повинуясь идеалам своего круга и своего времени, став образцовой супругой, матерью, хранительницей очага.
Путь к обучению и обретению независимости будет долог для Франсуазы (только в 25 лет она сможет поступить в школу медсестер, а потом, после её окончания на медицинский факультет) и превратится в путь становления её характера, прояснения существа её устремлений, выверения её этики — этики желания. На этом пути наиболее значительную роль для неё сыграет встреча с психоанализом (собственный анализ, который она пройдет у Рене Лафорга в 1934—1937 гг.) и встреча с её будущим мужем Борисом Дольто, без которого, по её словам, она никогда бы не стала тем, кем стала.
Борис Иванович Дольто, выходец из Крыма (уроженец Симферополя), эмигрировавший в 1918 году в Турцию, а затем в Париж, получит образование врача-ревматолога, и станет создателем новой медицинской дисциплины — кинезитерапии (двигательной терапии) — и основателем Французской Школы Массажа и Ортопедии. Их удивительный творческий союз обогатит мысль и дело каждого, которое выльется в то, чтобы показать тонкое, сложное и многообразное взаимодействие тела и психики. В семье Дольто родится три ребёнка: Жан-Кризостом (певец, выступавший под псевдонимом «Карлос»), Грегуар (инженер-кораблестроитель) и Катрин (врач-гаптономист).
Франсуаза Дольто оставит после себя более десятка книг, подавляющее большинство из которых она напишет после смерти мужа в 1981 году. Смерть настигнет её на 79 году жизни, 25 августа 1988 года. Франсуаза Дольто завещает выгравировать на надгробной плите рядом с датами её жизни даты жизни Бориса Дольто и слова из Евангелия: «N’ayez pas peur, je suis le chemin, la vérité et la vie» St.Jean (14, 6)

## Путь аналитика
По окончании учёбы и защиты медицинской диссертации («Психоанализ и педиатрия») в 1939 году Франсуаза Дольто посвящает себя психоаналитической работе, которую будет вести вплоть до самой смерти в 1988 году. Своим учителем в работе с детьми она считала Софи Моргенштерн, первого детского психоаналитика во Франции, специалиста по детским рисункам, работавшую в Париже до начала 2-й мировой войны. «Она учила меня работать так, чтобы дети могли говорить со мной в полном доверии, не боясь, что то, что они скажут, может быть повторено взрослым»

Франсуаза Дольто и Жак Лакан на 23 конгрессе Международной Психоаналитической Ассоциации (IPA). 31 июля 1963 года, Стокгольм.

С 1938 года Франсуаза Дольто станет членом Парижского Психоаналитического Общества (SPP). Но ей, как и Жаку Лакану, Международная Психоаналитическая Ассоциация (IPA) в 1963 году запретит принимать участие в подготовке и обучении молодых психоаналитиков — преподавать и проводить дидактические анализы. Этому решению будет предшествовать десятилетие конфликтов, переговоров и противостояний с IPA, которые начнутся с момента, когда Франсуаза Дольто, Даниель Лагаш и Жюльетт Фавез-Бутонье, несогласные с авторитарным стилем правления Саши Нахта, сконцентрировавшего в своих руках управление Институтом Психоанализа и Парижским Психоаналитическим Обществом, выйдут из членов Парижского Психоаналитического Общества (SPP) и создадут новую психоаналитическую организацию — Французское Психоаналитическое Общество (SFP). К ним присоединится Жак Лакан. Но акт ухода повлечет за собой автоматическое приостановление их членства в Международной Психоаналитической Ассоциации, за чье признание и разгорится борьба, которая выльется в череду комиссий, призванных оценить работу нового сообщества и возможность его аккредитации. Эта работа будет увенчана окончательным решением комиссии под председательством Тюрке об исключении Дольто и Лакана из листа дидактиков, что подвигнет Лакана выйти из SFP и основать в 1964 году новую аналитическую организацию, которую он назовет Парижской Школой Фрейдизма (EFP), к которой тотчас присоединится Франсуаза Дольто. На протяжении всей жизни она сохранит дружеские и рабочие отношения с Жаком Лаканом, с которым их будет связывать взаимное уважение и долгий институциональный путь. В 1980 году после роспуска Школы Лаканом Дольто, подозреваемая в намерениях занять место лидера французского психоанализа, будет подвергнута резким нападкам со стороны коллег по Школе. Основное острие критики, похожей больше на травлю, будет направлено против её «популяризации» психоанализа — цикла передач «Когда появляется ребёнок», которые она вела на радио Франс-Интер в 1976—1977 годах — и на её никогда не отрицаемое религиозное чувство (в 1977 году вышла книга «Евангелие сквозь призму психоанализа»).
В силу предпочтения «клинического свидетельствования» теоретическим штудиям и благодаря неустанной устной передаче, она заслужила репутацию скорее гениального практика, чем теоретика. В то время как для самой Дольто теория навсегда останется лишь концептуальной попыткой понять её собственную практику. При всем разнообразии техники — рисунок, лепка, символическая плата за сеанс, «кукла-цветок»… — основным «рабочим инструментом» Дольто будет слово, и её практика будет преследовать цель «по ту сторону языка, заимствованного из мира взрослых, дать [ребенку] язык, который соответствует возрасту его реального развития». Её способность точно отыскивать момент «сбоя» в самых архаических пластах психики и проговаривать на понятном ребёнку языке те связи, которые он выстроил с этим миром, был даром Дольто, поражающим окружающих. Для самой же Дольто за всеми её вмешательствами и словами стояла ясная логика и концептуальное прояснение, которое она будет стремиться передать молодым аналитикам на своих семинарах по детскому психоанализу. В этой работе по передаче аналитического опыта, Дольто изобретет новую форму обучения — будущие практики будут принимать непосредственное участие в самом ведении аналитического сеанса с детьми. Она обучит не одно поколение аналитиков, её труды и её подход повлияют на качественное, принципиальное изменение работы с детьми в детских садах, в больницах, в роддомах, в интернатах. Целое поколение французских детей будет воспитано на «идеях Дольто», что во многом сведет тонкую и сложную — как сама психика и жизнь — мысль Дольто к набору легко воспроизводимых рецептов и карикатурных упрощений.
Её работы и мысли сейчас заново открываются, в 2008 году в честь столетнего юбилея Дольто прошёл целый ряд научных и культурных мероприятий во Франции.
В 1990 году был создан «Документальный Архив Франсуазы Дольто», открытый для исследователей и для всех, кто интересуется творчеством Дольто.

## Бессознательныйобраз телаи символообразующие кастрации
В ходе своей многолетней аналитической практики, а также благодаря детским консультациям в клинике Трюссо (1940—1978) и в центре Этьен Марсель (1962—1985), Дольто создаст собственный метод работы с детьми, уделяя особое внимание самому раннему, «архаическому» периоду жизни ребёнка, рассматривая все его жизненные проявления — соматику, коммуникацию и аффекты — как сообщения, которые необходимо расшифровать и перевести в язык. Её теория «бессознательного образа тела» станет теоретической попыткой осмыслить все то «неречевое» богатство телесного опыта, которое закладывается с самого момента рождения ребёнка. Соответственно, этот образ тела является живым и подвижным синтезом всех эмоциональных и физических переживаний ребёнка, своего рода бессознательной символической инкарнацией желающего субъекта, который существует и структурируется благодаря и в отношениях с другими. Рассматривая человеческое существо как несущее в себе присущее только ему желание жить, расти и развиваться, она отстаивает право на уважение желания каждого, даже самого маленького ребёнка, не подразумевая под этим удовлетворение всех его просьб и чаяний. Ответственное отношение к себе и к окружающим, по мнению Дольто, закладывается лишь благодаря языку, открытым ко всякому вопросу общением, смысл которого в том, чтобы объяснить каждому ново-рождённому, пришедшему в этот мир, его устройство, его правила и его законы. Выдвигая тезис о символообразующих кастрациях, Дольто постулирует, что на каждом этапе психического и физического взросления ребёнка есть моменты, когда он вынужден столкнуться с ограничением своего желания и с невозможностью его реализации. Этот момент труден и мучителен для ребёнка, но именно тогда он открывает, что культура и цивилизация накладывает запрет не на желание, а на неприемлемый человеческим сообществом — в перспективе коллективного сосуществования — способ его реализации и предлагает наработанные веками иные, сублимирующие способы его реализации.

## Зелёный Дом
Приняв самое активное участие в создании Зелёного Дома в 1979 году — вместе с Пьером Бенуа, Колетт Лонжиньон, Мари-Элен Маландран, Мари-Ноэль Ребуа и Бернаром Тисом — Франсуаза Дольто до самой смерти работала принимающей, принося свой аналитический опыт и знания в открытое социальное пространство, куда может прийти каждый, кто только готовится или уже стал родителем. Задуманный как место отдыха, общения и встречи с другими детьми и другими взрослыми, Зелёный Дом открыт для детей от 0 до 4 лет в сопровождении взрослых или же для будущих родителей, только ожидающих появление ребёнка на свет. Зелёный Дом — это пространство слова, слова о повседневных заботах и о буднях воспитания, это место, где можно общаться, завязывая свои отношения с миром, с первых моментов жизни. Это «пространство в партнёрстве с родителями, с гарантией анонимности, которая ни имеет ничего общего с анонимным, безличным приемом, но скорее с идеей того, что никто не оценивает и не сравнивает детей». Модель работы Зелёного Дома получила широкое признание у детей, родителей и профессионалов и за 30 лет существования значительно распространилась как во Франции, так и за рубежом.

## Публикации на русском языке
- Дольто Ф., Назьо Ж.-Д. Ребёнок зеркала. — М.: ПЕР СЭ, 2004.
- Дольто Ф. Приобщение к психоанализу. — Ижевск: ERGO, 2008.
- Дольто Ф. На стороне ребёнка. — Екатеринбург: Рама Паблишинг, 2010.
- Дольто Ф. На стороне подростка. — Екатеринбург: Рама Паблишинг, 2010.
- Дольто Ф. Бессознательный образ тела. — Т. XVI. — Ижевск: ERGO, 2006. (Собрание сочинений Франсуазы Дольто).
- Дольто Ф. Психоанализ и педиатрия. — Т. I. — Ижевск: ERGO, 2008. (Собрание сочинений Франсуазы Дольто).
- Дольто Ф. Психоанализ и воспитание. — Т. II. — Ижевск: ERGO, 2011. (Собрание сочинений Франсуазы Дольто).
- Дольто Ф. Заповедный мир детства. — Екатеринбург: Рама Паблишинг, 2015.
- Дольто Ф., Дольто К., Першминье К. Разговор с подростками, или Комплекс омара. — СПб.: Вектор, 2015.